# Schweizerhaus (Cuxhaven)

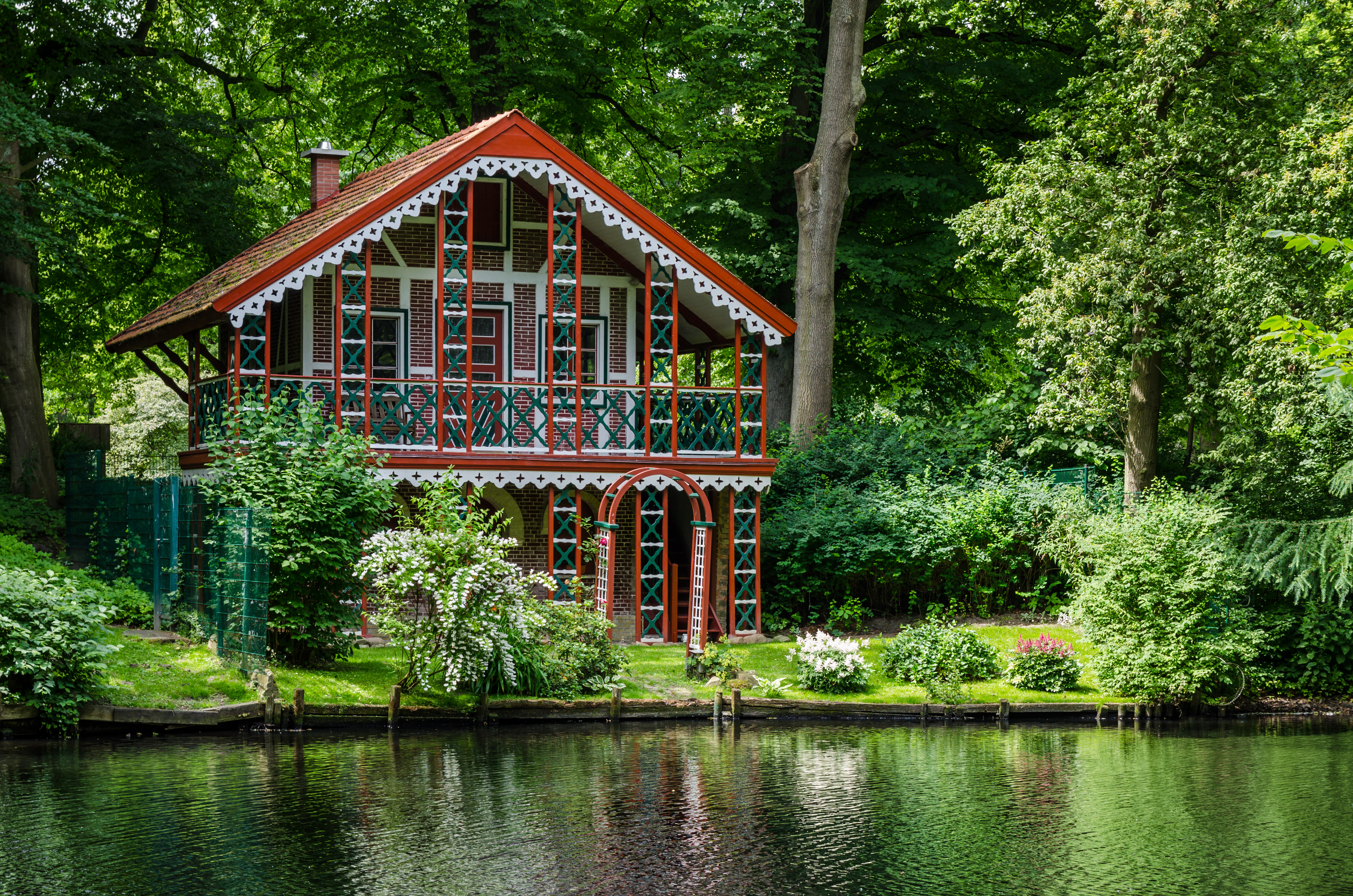
Schweizerhaus

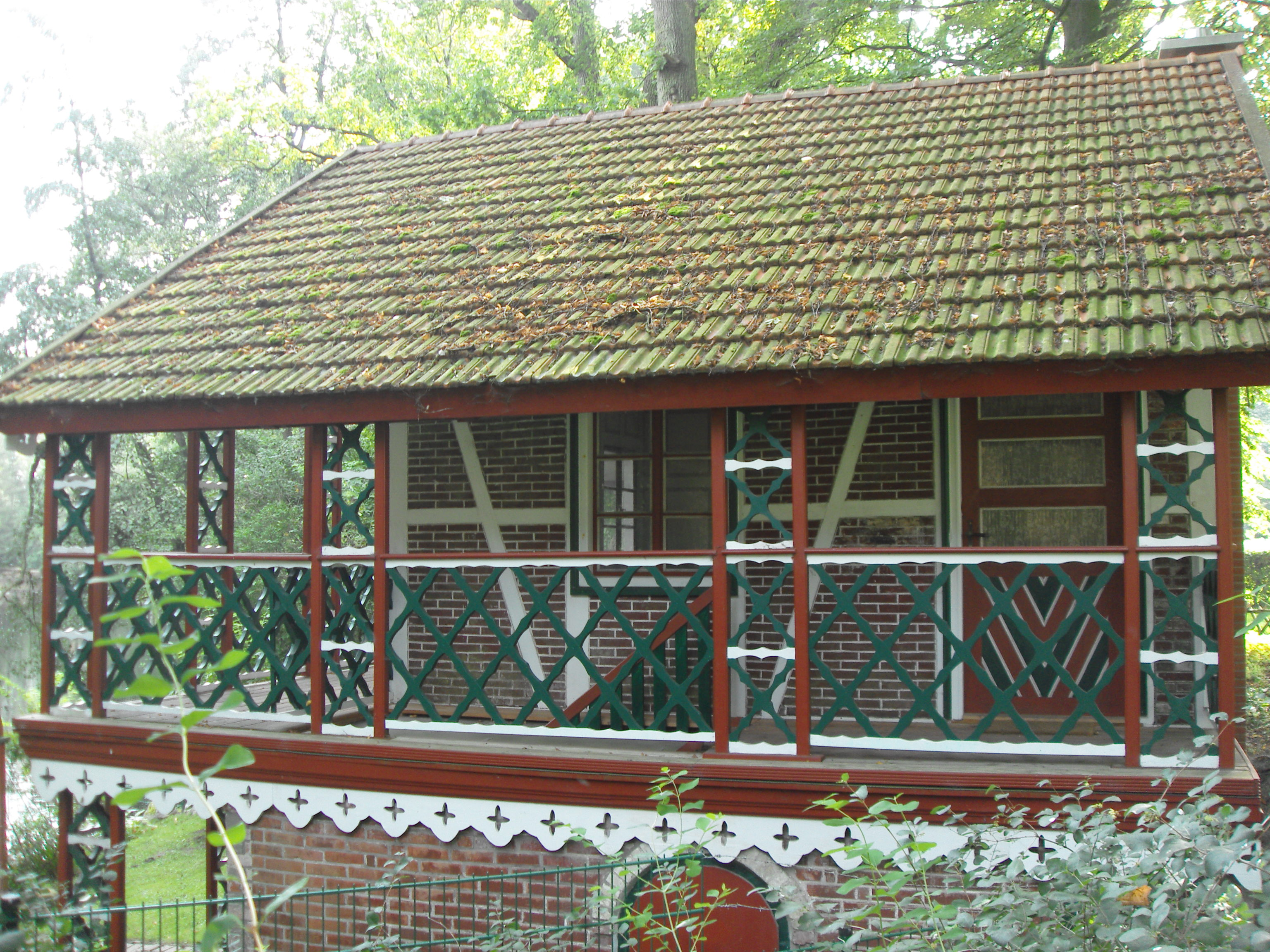
Seitenansicht

Das Schweizerhaus in Cuxhaven im Schlosspark vom Schloss Ritzebüttel entstand 1847 als Teehaus.
Das Gebäude in der Gruppe der Schlossbauten steht unter Denkmalschutz (siehe auch Liste der Baudenkmale in Cuxhaven).

## Geschichte
Das Schloss Ritzebüttel war der Wohnsitz der Hamburger Amtmänner während der Zeit der Zugehörigkeit Ritzebüttels zu Hamburg. 1937 kam Ritzebüttel zur preußischen Provinz Hannover. Schloss und Park konnten später öffentlich genutzt werden und wurden bis 1996 saniert.
Das zweigeschossige Teehaus in der Gartenanlage des Schlosses ließ der Amtmann Eduard Sthamer 1847 im Schweizerstil bauen, zeitgleich mit dem Torhaus. Um das Schloss führt ein Parkweg. Das Haus liegt auf der halben Wegstrecke, direkt am Wassergraben. Der Park und das Haus waren damals nicht öffentlich zugänglich.
Neben dem Haus wurde 1935 eine Freilichtbühne erstellt. Beide Einrichtungen wurden zeitweise zusammen genutzt. Die Nutzung schränkte sich nach 1939 ein, und das Haus verfiel, verstärkt in den 1990er Jahren. Als das Reetdach einbrach, konnte durch private Initiativen und Spenden sowie Sicherungsmaßnahmen seit 2002 der Verfall das Bauwerks aufgehalten werden. Ende 2003 gründete sich der Förderverein zur Erhaltung des Schweizerhauses. Die Stadt und der Verein schlossen 2004 einen Nutzungsvertrag ab. Danach wurde das Haus saniert, und es erhielt ein Ziegeldach. Der Förderverein unterhält das Gebäude und führt diverse Veranstaltungen durch. Das Schweizerhaus kann für standesamtliche Trauungen genutzt werden.